# Knežja palača Džingdžjang
Knežja palača Džingdžjang (kitajsko: 靖江王府; pinjin: Jìngjiāng Wángfǔ) je zgodovinsko mesto v Guilinu v avtonomni regiji Guangši Džuang na Kitajskem. Zdaj deluje kot Guangxi Normal University in kot turistična atrakcija.

## Zgodovina
Knežja palača Džingdžjang (znana tudi kot Knežje mesto Džingdžjang), splošno znana kot Vangčeng (Knežje mesto), je v središču mesta Guilin in je bila zgrajena med letoma 1372 in 1392 n. št. v času dinastije Ming blizu Vrha Osamljene lepote (Dušju Feng). Prvotno je bila uradna rezidenca Džu Šoučjana – pranečaka Džu Juandžanga, prvega cesarja dinastije Ming. Potem ko je cesar Džu Juandžang razglasil Džu Šoučjana za kneza Džingdžjanga, je bila njegova palača postavljena v Džingdžjangu. Gradnja prestolnice, ki ima zdaj več kot 630 let zgodovine in je starejša od Prepovedanega mesta v Pekingu, je trajala več kot 20 let.
V 257 letih od gradnje dvorca do konca dinastije Ming je tukaj živelo 14 cesarjev iz 12 generacij.
Sun Jat-sen je tam bival med severno ekspedicijo leta 1921. Pozimi leta 1925 je bil ustanovljen kot park Jat-sen in je danes eno od šolskih dvorišč Univerze Guangši. Izrezljane balustrade in marmorne stopnice dvorca so še danes ohranjene.
V svoji več kot 600-letni zgodovini je bilo mesto večkrat požgano, vendar ostaja najbolje ohranjeno knežje mesto na Kitajskem. Kitajska vlada je leta 1993 temu območju podelila status nacionalne zaščite.
Danes na tem mestu deluje Univerza Guangši, vendar je še vedno odprto za javnost kot turistična atrakcija, ki združuje vidike naravnega okolja, zgodovine, tradicionalne arhitekture in lokalne kulture Guilina.

## Velikost in razporeditev
Knežje mesto Džingdžjang je veličastno in močno obzidano ter je nekoč delovalo kot »notranje mesto«, v katerem so živeli knezi in njihove družine. Okoli glavnih stavb so 4 dvorane, 4 paviljoni in 40 drugih stavb. Zavzema skupno površino 19,78 hektarja. Razporeditev dvorca je od juga proti severu: Cesarsko pokopališče, palača Čengjun in vrata Čengjun; od vzhoda proti zahodu: Cesarski božanski tempelj in Tempelj prednikov. Druge stavbe so zgrajene okoli glavnih stavb. Vse stavbe v Knežjem mestu Džingdžjang so okrašene z rdečimi stenami in rumenimi ploščicami, kar je tipična barvna shema za kitajske palače.
Mestno obzidje je dolgo 1500 metrov in je zgrajeno iz kvadratnih modrih kamnov. Od juga proti severu je dolgo 557,5 metra, od vzhoda proti zahodu pa 336 metrov. Mestno obzidje je visoko 7,92 metra in debelo 5,5 metra. V štirih smereh so štiri vrata.
Razporeditev mesta strogo ustreza pravilom dinastije Ming. Vse stavbe so razporejene vzdolž osi, ki jo zasidra Vrh Osamljene Lepote, po vrstnem redu, od juga: vrata Duanli (vhodna vrata), vrata Čengjun (palačna vrata), palača Čengjun (upravna stavba), kraljevi prostori, cesarski vrt in vrata Guangdži (zadnja vrata). Pomožne stavbe na obeh straneh osi so simetrične.
Lokalna oblast si je prizadevala združiti vidike naravnega okolja, zgodovine, tradicionalne arhitekture in lokalne kulture Guilina. Zdaj je to turistična destinacija.

## Znamenitosti v Knežjem mestu

### Vrh Osamljene lepote
Knežje mesto Džingdžjang je ob reki Li. Je turistična atrakcija, ki jo poudarja Vrh Osamljene lepote in pokriva celotno Knežje mesto Džingdžjang. Zaradi popolne kombinacije naravne pokrajine in zgodovinskih znamenitosti je že od antičnih časov hvaljeno kot mesto v mestu.
Slikovito območje Knežjega mesta Džingdžjang je turistična atrakcija najvišjega razreda v Guilinu. Sestavljajo ga predvsem vrata Čengjun (Bodi posvečen z nebesi), dvorana Čengjun, spalnica, tempelj prednikov, oltar zemlje in žetve, paviljoni, terase in stolpi. Celotno mesto je stavbni kompleks, okrašen z rdečimi zidovi in rumenimi ploščicami. Okoli Knežjega mesta je mestno obzidje, obdano z močnimi kvadratnimi zelenimi kamni. Na vzhodni, zahodni, severni in južni strani se odpirajo štiri mestna vrata, imenovana Tiren (vrata Donghua), Duanli (vrata Džengjang), Zunji (vrata Šihua) in Guangdži (vrata Hougong). V mestu vzravnano stoji Vrh Osamljene lepote. Na vrhu vrha leži bazen Jueja (polmesec). Če se povzpnete, lahko obiskovalci na vrhu najdejo paviljon Šuanvu, dvorano Kvanjin, tempelj Sanke in tempelj prednikov Sanšen (treh božanstev), elegantno razporejene po vrhu.
Vrh Osamljene lepote pogosto primerjajo s kraljem, saj se dviga iz tal kot edinstven steber, ki podpira modro nebo. Z njegovega vrha se odpira panoramski razgled na Guilin. Med številnimi kamnitimi napisi na pečinah vrha je tudi dobro znani opis, ki opisuje pokrajino Guilina: »Pokrajina v Guilinu se razprostira pod vsem nebom«. V jami miru ob vznožju vrha je na steni vklesanih 60 kitajskih zodiakalnih znamenj, ki veljajo za eno od svetovnih kulturnih čudes. V dinastiji Čing je bilo mesto knezov Džingdžjang preurejeno v izpitno hišo. Leta 1996 je bilo mesto knezov Džingdžjang uvrščeno na seznam »ključnih kulturnih relikvij nacionalne ravni«.

### LokDžuangjuan Džidi
Lok Džuangjuan Džidi (Zhuangyuan; 状元/狀元 je bil naziv, ki so ga podeljevali učenjaku, ki je na najvišjem cesarskem izpitu osvojil prvo mesto), je na vratih Donghua. Lok je bil zgrajen med vladavino dinastije Čing (1644–1912) in cesarja Daoguanga (vladal 1820–1850), porušen pa med vladavino cesarja Guangšuja (vladal 1875–1908). Zgrajen je bil za Long Čiruija (龙启瑞). Preden je Long Čirui postal upravičen do naziva Džuangjuan, se je pojavil nekdo, ki je prav tako užival ta naziv. V naslednjih štirih letih sta iz Guilina prišla dva Džuangjuana, kar je šokiralo vse na Kitajskem. Od takrat je veljal rek, da »osem Džinšijev (naprednih učenjakov) iz enega okrožja in dva Džuangjuana iz enega mesta«. Da bi si zapomnili to legendo, so lokalne oblasti obnovile lok Džuangjuan Džidi in nanj vklesale imena vseh štirih ljudi. Lok Bangjan Džidi (Bangjan pomeni drugo mesto na palačnih izpitih) je na vratih Šihua. Zgrajen je bil v spomin na Ju Džiandžanga (于建章) v četrtem letu cesarja Tongdžija (vladal 1861–1875) v času dinastije Čing.
V mestu je 257 let živelo 14 knezov Džingdžjang iz 12 generacij, preden je bilo mesto uničeno v času dinastije Čing. Zadnji lastnik Li Joude se je v času dinastije Čing pokopal. Danes so glavne mestne stavbe dobro ohranjene. Leva vrata Čengjun, ploščad palače Čengjun in druge stavbe so odprte za obiskovalce.

### Študijska jama
Tukaj je bila vklesana prva pesem v hvalo pokrajini Guilina, ki jo je napisal Jan Jandži v južni dinastiji Song (420–479), in od tam je vrh dobil ime. Najbolj znana vrstica »Pokrajina Guilina presega vse« je bila tukaj vklesana v pečino pred več kot 800 leti.

### Kamniti napis
Kamniti napisi na Vrhu Osamljene lepote skupaj obsegajo 136 kosov, ki so bili pripisani takratnim VIP-jem. Ti napisi vključujejo kaligrafijo, slike in dokumentarne zapise. Ta dela odražajo zgodovino Guilina in predstavljajo bistvo kulture.

### Jama miru
To je naravna jama ob zahodnem vznožju vrha Dušju in kraj, kjer so se častili knezi Džingdžjang. V njej sta vklesana in čaščena kip cesarja Šuan Vuja in 60 kipov boga Džjadžija. Med njimi so izrezljane reprodukcije 60 kipov boga Džjadžija v jami verjetno edine v državi.

### Izpitna hiša
Kraj, blagoslovljen z dobrim feng šujem (v kitajski astrologiji pomeni dobra lokacija, sreča) in številnimi vrhunskimi učenjaki, je v dinastiji Čing premagal njegov sloves. Kraj je bil obnovljen kot cesarska izpitna hiša, kjer se lahko turisti udeležijo izpita.

### Konfucijev tempelj
Starodavni učenjaki morajo pred opravljanjem provincialnega izpita v izpitni hiši darovati svoje žrtve Konfuciju. Molijo za uspešno opravljen izpit. Pravijo, da je konfucijanski tempelj poleg izpitne hiše zelo učinkovit.

### Drevo par
Z vejami v obliki zmaja in konja, rožičevo drevo in banjanovo drevo (Ficus subcordata) rasteta tesno skupaj kot en sam ljubek par.

### Palača Čengjun
Prvotno zgrajena leta 1372 v dinastiji Ming kot upravni urad mesta. Palača je bila dvakrat požgana v dinastiji Čing in med japonsko invazijo. Edini originali so stopnice in ograja, saj je bila sedanja struktura obnovljena leta 1947.

### Vodnjak sreče
Vodnjak, ki so ga izpitniki v izpitni hiši v dinastiji Čing imeli za vir sreče in iz katerega so pred izpitom pili blagoslovljeno vodo.